# Liga Sueca de Basquetebol
A Liga Sueca de Basquetebol (sueco:Basketligan - ou simplesmente chamado de Ligan) - é a principal liga profissional de basquete na Suécia. A liga foi criada em 1992 como Basketligan e era conhecida assim até a temporada de 2006-07, quando a empresa Obol Investimento assinou um acordo com a Federação Sueca de Basquetebol no início de outubro de 2006, a liga foi renomeado Obol Liga de Basquete (OBL). Em janeiro de 2007, o nome foi alterado para Ligan, o que significa simplesmente a Liga.

## História
Em 6 de outubro de 2006, o sueco Federação de Basquete assinado a 15 anos de contrato com a empresa suíça Obol de Investimento. Parte do acordo era que Basketligan seria denominada Obol Basketligan. Outras partes do negócio incluem que a equipe vencedora receberia o prêmio em dinheiro se o time fosse jogar na Euroliga, durante a temporada seguinte. O acordo durou 15 anos, mas depois de cinco anos Obol gostaria de fazer uma avaliação e ter os direitos para, em seguida, cancelar o negócio, se assim o desejarem.
Em 15 de janeiro de 2007 Obol informou o público em sua página da web que "Obol Investment Concepts é declarada em liquidação. Para mais perguntas, os clientes são orientados para contato Dundee Securities Corporation." Isso não foi nem um pouco surpreendente, dado que Bo Johansson, proprietário da empresa, não apareceu para acertar as questões jurídicas com a Autoridade de Supervisão Financeira (Finansinspektionen), o órgão sueco de supervisão financeira. Na verdade, Bo Johansson já havia desaparecido no final de 2006, quando a "Basketligan", a equipa de basquetebol Plannja Basket, e a equipe de hóquei no gelo Luleå de Hóquei rescindiram seus contratos com Obol depois de não ter recebido as verbas de patrocínio.

## Equipes participantes - 2025-26
As dez equipes que disputaram a temporada 2024-25 retornaram para essa temporada e recebem o Sloga Basket de Uppsala que havia sido campeão da Superettan 2024-25.
| Equipe              | Cidade     | Arena                | Capacidade |
| ------------------- | ---------- | -------------------- | ---------- |
| Borås Basket        | Borås      | Boråshallen          | 3 000      |
| Högsbo Basket       | Gotemburgo | Gothia Arena         | 500        |
| Jämtland Basket     | Östersund  | Östersunds sporthall | 1 700      |
| Köping Stars        | Köping     | Karlsbergshallen     | 650        |
| Luleå               | Lula       | Luleå Energi Arena   | 2 700      |
| Nässjö Basket       | Nässjö     | Nässjö Sporthall     | 1 200      |
| Norrköping Dolphins | Norrköping | Stadium Arena        | 4 500      |
| Sloga Uppsala       | Uppsala    | Fyrishov             | 3 000      |
| Södertälje BBK      | Södertälje | Täljehallen          | 2 400      |
| Umeå BSKT           | Uma        | Umeå Energi Arena    | 2 000      |
| Uppsala Basket      | Uppsala    | Fyrishov             | 3 000      |

## Finais
| Temporada | Campeão                                                                                            | Finalista                                                                                          | Resultado                                                                                          | MVP das Finais                                                                                     |
| --------- | -------------------------------------------------------------------------------------------------- | -------------------------------------------------------------------------------------------------- | -------------------------------------------------------------------------------------------------- | -------------------------------------------------------------------------------------------------- |
| 1992–93   | Stockholm Capitals                                                                                 | Norrköping Dolphins                                                                                | 3–0                                                                                                | |
| 1993–94   | Kärcher Basket                                                                                     | Norrköping Dolphins                                                                                | 3–0                                                                                                | |
| 1994–95   | Alvik BK                                                                                           | Kärcher Basket                                                                                     | 3–0                                                                                                | |
| 1995–96   | New Wave Sharks                                                                                    | Södertälje Kings                                                                                   | 3–2                                                                                                | |
| 1996–97   | Plannja Basket                                                                                     | M7 Borås                                                                                           | 3–1                                                                                                | |
| 1997–98   | Norrköping Dolphins                                                                                | Plannja Basket                                                                                     | 3–1                                                                                                | |
| 1998–99   | Plannja Basket                                                                                     | 08 Stockholm Human Rights                                                                          | 3–0                                                                                                | |
| 1999–00   | Plannja Basket                                                                                     | M7 Borås                                                                                           | 3–1                                                                                                | |
| 2000–01   | 08 Stockholm Human Rights                                                                          | Norrköping Dolphins                                                                                | 3–0                                                                                                | |
| 2001–02   | Plannja Basket                                                                                     | Södertälje Kings                                                                                   | 3–2                                                                                                | |
| 2002–03   | Solna Vikings                                                                                      | Plannja Basket                                                                                     | 3–1                                                                                                | |
| 2003–04   | Plannja Basket                                                                                     | Norrköping Dolphins                                                                                | 4–1                                                                                                | |
| 2004–05   | Södertälje Kings                                                                                   | Sundsvall Dragons                                                                                  | 4–2                                                                                                | |
| 2005–06   | Plannja Basket                                                                                     | Solna Vikings                                                                                      | 4–1                                                                                                | |
| 2006–07   | Plannja Basket                                                                                     | 08 Stockholm Human Rights                                                                          | 4–2                                                                                                | |
| 2007–08   | Solna Vikings                                                                                      | Sundsvall Dragons                                                                                  | 3–0                                                                                                | |
| 2008–09   | Sundsvall Dragons                                                                                  | Solna Vikings                                                                                      | 4–3                                                                                                | |
| 2009–10   | Norrköping Dolphins                                                                                | Plannja Basket                                                                                     | 4–1                                                                                                | |
| 2010–11   | Sundsvall Dragons                                                                                  | Norrköping Dolphins                                                                                | 4–3                                                                                                | |
| 2011–12   | Norrköping Dolphins                                                                                | Södertälje Kings                                                                                   | 4–2                                                                                                | |
| 2012–13   | Södertälje Kings                                                                                   | Sundsvall Dragons                                                                                  | 4–2                                                                                                | John Roberson                                                                                      |
| 2013–14   | Södertälje Kings                                                                                   | Norrköping Dolphins                                                                                | 4–3                                                                                                | Toni Bizaca                                                                                        |
| 2014–15   | Södertälje Kings                                                                                   | Uppsala Basket                                                                                     | 4–1                                                                                                | John Roberson                                                                                      |
| 2015–16   | Södertälje Kings                                                                                   | Norrköping Dolphins                                                                                | 4–0                                                                                                | Skyler Bowlin                                                                                      |
| 2016–17   | BC Luleå                                                                                           | Södertälje Kings                                                                                   | 4–1                                                                                                | Brandon Rozzell                                                                                    |
| 2017-18   | Norrköping Dolphins                                                                                | BC Luleå                                                                                           | 4–3                                                                                                | |
| 2018-19   | Södertälje Kings                                                                                   | Borås Basket                                                                                       | 4-1                                                                                                | |
| 2019-20   | Temporada encerrada prematuramente, concederam o título ao Borås Basket que era o líder na tabela. | Temporada encerrada prematuramente, concederam o título ao Borås Basket que era o líder na tabela. | Temporada encerrada prematuramente, concederam o título ao Borås Basket que era o líder na tabela. | Temporada encerrada prematuramente, concederam o título ao Borås Basket que era o líder na tabela. |
| 2020-21   | Norrköping Dolphins                                                                                | Södertälje Kings                                                                                   | 4-0                                                                                                | |
| 2021-22   | Norrköping Dolphins                                                                                | Jämtland Basket                                                                                    | 4-2                                                                                                | |
| 2022-23   | Norrköping Dolphins                                                                                | Borås Basket                                                                                       | 4-2                                                                                                | DeVonte Green                                                                                      |
| 2023-24   | Norrköping Dolphins                                                                                | Borås Basket                                                                                       | 4-1                                                                                                | Felix Terins                                                                                       |
| 2024-25   | Norrköping Dolphins                                                                                | Borås Basket                                                                                       | 4-1                                                                                                | Shane Hunter                                                                                       |

### Desempenho por clube
| Clube                                 | Campeão | Finalista | Anos Vencedores                                            |
| ------------------------------------- | ------- | --------- | ---------------------------------------------------------- |
| Norrköping Dolphins (Norrköping)      | 10      | 6         | 1980, 1998, 2010, 2012, 2018, 2021, 2022, 2023, 2024, 2025 |
| BC Luleå (Lula)                       | 8       | 3         | 1997, 1999, 2000, 2002, 2004, 2006, 2007, e 2017           |
| Södertälje Kings (Södertälje)         | 6       | 5         | 2005, 2013, 2014, 2015, 2016, 2019                         |
| Sundsvall Dragons (Sundsvália)        | 2       | 3         | 2009, 2011                                                 |
| Solna Vikings (Solna)                 | 2       | 2         | 2003, 2008                                                 |
| 08 Stockholm Human Rights (Stockholm) | 1       | 2         | 2001                                                       |
| Kärcher Basket (Gothenburg)           | 1       | 1         | 1994                                                       |
| Stockholm Capitals (Stockholm)        | 1       | 0         | 1993                                                       |
| Alvik BK (Stockholm)                  | 1       | 0         | 1995                                                       |
| New Wave Sharks (Gothenburg)          | 1       | 0         | 1996                                                       |
| M7 Borås (Borås                       | 0       | 2         |                                                            |
| Uppsala Basket (Upsália)              | 0       | 1         |                                                            |